# Phreatia pentagona
Phreatia pentagona là một loài thực vật có hoa trong họ Lan. Loài này được Kores miêu tả khoa học đầu tiên năm 1989.